# Distrikt Hill Street
Distrikt Hill Street (originaltitel: Hill Street Blues) er en amerikansk politi-dramaserie, som første gang sendtes på NBC fra 1981 og vistes i 146 episoder i den bedste sendetid til 1987. Tv-seriens ophavsmænd er Steven Bochco og Michael Kozoll.
Distrikt Hill Street viser livet for personalet i et politidistrikt i en unavngiven amerikansk storby. Showet fik kritikerros og dens innovative produktion påvirkede mange efterfølgende dramatiske tv-serier produceret i Nordamerika. I sin debutsæson belønnedes serien med otte Emmy Awards, kun overgået af "Præsidentens mænd" for en debutsæson, og showet modtog i alt 98 Emmy Award nomineringer i løbet af dets levetid.